# Krtov
Krtov är en ort i Tjeckien.   Den ligger i regionen Södra Böhmen, i den centrala delen av landet, 90 km söder om huvudstaden Prag. Krtov ligger 556 meter över havet och antalet invånare är 143.
Terrängen runt Krtov är lite kuperad. Runt Krtov är det glesbefolkat, med 19 invånare per kvadratkilometer. Närmaste större samhälle är Tábor, 14,6 km nordväst om Krtov. Omgivningarna runt Krtov är en mosaik av jordbruksmark och naturlig växtlighet.